# FC Bischwiller
Der FC Bischwiller (offiziell Football Club Bischwiller 07) ist ein französischer Fußballverein aus der Gemeinde Bischwiller (deutsch Bischweiler) im elsässischen Département Bas-Rhin.

## Geschichte
Der Verein wurde am 4. Juni 1907 in Bischweiler gegründet, einer Gemeinde die damals zum Kreis Hagenau im Reichsland Elsaß-Lothringen gehörte. Nachdem das Elsass 1920 wieder an Frankreich gefallen war, spielte der FC Bischwiller von 1919 bis 1934 ununterbrochen in der höchsten französischen Regionalklasse, der elsässischen Ehrendivision (Division d´Honneur Alsace) und wurde 1925, 1933 und 1934 elsässischer Regionalmeister. In der Zwischenkriegszeit erreichte der FC Bischwiller außerdem zehn Mal die erste landesweite Hauptrunde des Französischen Pokals, und zwar in den Pokalwettbewerben 1921/22, 1922/23, 1923/24, 1924/25, 1925/26, 1927/28, 1928/29, 1931/32, 1932/33 und 1933/34. Im Wettbewerb 1923/24 erreichte Bischwiller die zweite Runde des Pokals und schied nach einem Wiederholungsspiel gegen den RC Roubaix aus.
Während der deutschen Besetzung Frankreichs im Zweiten Weltkrieg von 1940 bis 1944 nahmen die Fußballvereine aus Elsaß-Lothringen am Spielbetrieb des Deutschen Reichs teil. Der FC Bischwiller wurde unter seinem deutschen Namen FC Bischweiler 1940 in die Gauliga Elsaß aufgenommen, stieg aber als Tabellenletzter nach der Spielzeit 1940/41 in die örtliche Bezirksliga ab. Von 1941 bis 1944 firmierte der Verein als VfR Bischweiler.
In den Spielzeiten 1945/46, von 1953/54 bis 1955/56, 1957/58, 1958/59, 1980/81 sowie von 1983/84 bis 1986/87 gehörte der FC Bischwiller wieder der elsässischen Ehrendivision an. 1956 gelang der Aufstieg in die höchste französische Amateurklasse, dem aber nach einem 12. Rang in der Saison 1956/57 der sofortige Wiederabstieg folgte.
In der wegen der COVID-19-Pandemie vorzeitig abgebrochenen Saison 2019/20 spielte der FC Bischwiller in der elsässischen Liga District 3, die zur elften französischen Ligenebene gehört.

## Persönlichkeiten
- Oscar Heisserer, französischer Nationalspieler und Vereinstrainer, spielte bis 1934 beim FV Bischwiller
- Raymond Hild, französischer Fußballspieler, -trainer und -funktionär, spielte 1956/57 beim FV Bischwiller
- Guillaume Lieb, französischer Nationalspieler, spielte bis 1926 beim FV Bischwiller
- Lucien Muller, französischer Nationalspieler und Vereinstrainer, spielte bis 1953 beim FV Bischwiller